# Mashhad-e Zolfābād
Mashhad-e Zolfābād (persiska: مشهد زلف آباد) är en ort i Iran.   Den ligger i provinsen Markazi, i den centrala delen av landet, 210 km sydväst om huvudstaden Teheran. Mashhad-e Zolfābād ligger 1 771 meter över havet och antalet invånare är 133.
Terrängen runt Mashhad-e Zolfābād är en högslätt, och sluttar söderut.Runt Mashhad-e Zolfābād är det ganska glesbefolkat, med 29 invånare per kvadratkilometer. Närmaste större samhälle är Farmahīn, 4,0 km öster om Mashhad-e Zolfābād. Trakten runt Mashhad-e Zolfābād består i huvudsak av gräsmarker.